# 樊尚·丹第
保罗·马里·泰奥多尔·樊尚·丹第（法語：Paul Marie Théodore Vincent d'Indy，1851年3月27日—1931年12月2日），法国作曲家和音乐教育家。

## 生平
丹第出生于巴黎的一个贵族家庭，先学习法律，后又在巴黎音乐学院随作曲家塞扎尔·弗兰克学习音乐。他是瓦格纳的崇拜者，1876年，他参加了第一届拜罗伊特音乐节。丹第十分关注音乐教育，1894与人一起创办了巴黎圣乐学校，与巴黎音乐学院分庭抗礼。他教过的学生中有很多都是20世纪的重要作曲家。1931年丹第在巴黎去世。

## 音乐
丹第的音乐风格深受瓦格纳等人的影响，同时也积极从民歌当中吸取养分。他最有名的作品大概要数《法國山歌交響曲》了，这部作品又称《塞文山交响曲》，运用了取自法国塞文山脉地区的民歌素材，用钢琴和乐队演奏，充满浪漫主义气息。此外他的著名作品还有受瓦格纳风格影响浓重的歌剧《菲伐尔》等。